# Joseph Vacher
Joseph Vacher (16. listopadu 1869 – 31. prosince 1898), známý pod přezdívkou "Francouzský rozparovač", byl francouzský sériový vrah, nekrofil a vysloužilý voják. Jeho zločiny sice zastínil jiný vrah Jack Rozparovač, jejich modus operandi však byla podstatě stejná.
Během svého života se dvakrát pokusil o sebevraždu.

## Život

### Mládí
Joseph Vacher se narodil jako syn negramotného sedláka. Byl poslán do katolické školy, aby se zde naučil poslušnosti. Za pár týdnů však odešel, zřejmě kvůli obtěžování spolužáků. Utekl do Grenoblu, kde si přivydělával jako pomocník v kuchyni. To, co vydělal, však často utratil za prostitutky.
Od jedné z nich se však nakazil syfilidou a v Lyonu mu musela být odstraněna část varlat. Vacher od té doby trpěl depresemi a pocity méněcennosti.
Svou první oběť zabil Vacher v roce 1884, kdy znásilnil a uškrtil desetiletého kluka. V roce 1890 se přihlásil do francouzské armády a byl odveden do Besançonu.

### Voják
Nadřízenými byl popisován jako duševně nevyrovnaný a měl příznaky výbušné osobnosti. Když nebyl Vacher povýšen, cítil se nedoceněn a podřízl si krk, dokázal však přežít.
Tehdy se zamiloval do služky Louise Barrandové, ale když ji roku 1893 požádal o ruku, Louise se mu do obličeje vysmála. Vacher v záchvatu vzteku vytáhl pistoli a čtyřikrát na ni vystřelil. Když se sesula k zemi, vpálil si Vacher kulku do tváře avšak nábojnice byla nekvalitní a tak přežil, kulka mu však zůstala v hlavě. Trvale mu způsobila paralýzu pravé strany obličeje a poškození pravého oka. Zčásti také ohluchl na pravé ucho. Tento handicap poté vždy zakrýval čepicí z králičí kožešiny.
Vacher byl po incidentu propuštěn z armády a byl odvezen do psychiatrické léčebny v Dole. Několikrát se odtud pokusil utéct. Byly mu diagnostikovány paranoia a halucinace. Po roce byl propuštěn a vydal se na dráhu sériového vraha.

### Sériový vrah
V letech 1894 – 1897 Vacher zavraždil a znetvořil nejméně 11 lidí (jednu ženu, pět dívek a pět dospívajících chlapců). Mnozí z nich byli pastýři, kteří pásli své stádo v izolovaných oblastech. Oběti Vacher podřízl, vykuchal a znásilnil. Vacher byl pobuda, bezcílně bloudil pěšky od města k městu, od Normandie až po Provence a přežíval tak, že žebral nebo pracoval jako nádeník. Když ho to na nějakém místě přestalo bavit, odešel jinam. Za den ušel poměrně velkou trasu 96 kilometrů.
V roce 1897 napadl Vacher ženu v Ardèche. Bránila se a její křik upozornil jejího manžela a syna, kteří Vachera zmlátili a odvedli na policii. Lidé tušili, že Vacher je hledaným rozparovačem, důkazy však chyběly.

### Soud a poprava
Jednoho dne se však ke svým zločinům přiznal. Prohlašoval, že je duševně nemocný, protože ho v osmi letech kousl pes se vzteklinou (ve skutečnosti nebyl vůbec pokousán, jen ho pes olízl), nebo že jeho povahu deformovaly léky od kořenářky. Prohlašoval také, že je vyvolený bohem, podobně jako Johanka z Arku, a měl lidi učit pochopit pravý smysl víry.
Byl však uznán příčetným i vinným a 28. října 1898 byl odsouzen k trestu smrti. Na Silvestra 31. prosince 1898 byl Vacher gilotinován. Když vyšel na dvůr věznice, zarazil se a odmítl jít dál. Kat ho musel ke gilotině doslova přitáhnout.

### V populární kultuře
V roce 1976 natočil francouzský režisér Bertrand Tavernier film nazvaný Le juge et l'assassin (Soudce a vrah), který byl inspirován Vacherovým osudem. Vraha hrál Michel Galabru a ve filmu se jmenoval Joseph Bouvier (ve francouzštině znamená Bouvier a Vacher to samé - pastevec).